# Дискография Канцлера Ги и группы «Bregan D’Ert»
Канцлер Ги (настоящее имя — Майя Вячеславовна Котовская) — российский исполнитель в жанрах фолк-рок, арт-рок, джаз, блюз, арт-фолк, нео-фолк и подобных, лидер коллектива «Bregan D’Ert». На конец 2017 года они записали 13 студийных альбомов и четыре сингла.
«Bregan D’Ert» — коллектив из солистки (Канцлер Ги) и четырёх музыкантов (скрипка, ударные, соло-гитара и бэк-вокал, бас-гитара). Иногда Канцлер даёт сольные концерты, как правило, аккомпанируя себе на акустической гитаре.

## Альбомы

### Tample Memories
Год выхода: 2003
Канцлер записывала альбом в одиночку в 2002—2003 годах на студии в Челябинске.
1. Тамплиерская камерная
2. Terra Sancta I
3. Тамплиерская стёбная
4. Дорога
5. 1313
6. Ангел
7. Песенка сожженного магистра
8. Jaques de Molay
9. Guillaume de Nogarett
10. Песенка хранителя печати
11. Песня первого менестреля — на слова А. Блока
12. Песенка Амори (Дама-с-сотней-примет)
13. Крестоносцы
14. Святой Доминик
15. Monforika
16. Рок-н-ролл Совершенных

### Kathar Blues
Год выхода: 2003
Канцлер записывала альбом одна в 2002—2003 годах на студии в Челябинске.
1. Рок-н-ролл Совершенных
2. Kathar Bluez
3. Песенка Люцифера
4. Доброе утро, катары!
5. Terra Sancta-II
6. Раймон VII
7. Романс Моринготто
8. Баллада
9. Хроника Сильмариллион-Экстрима
10. Август
11. Романс о тоске
12. Прощание Бертрана де Борна
13. Монсегюрский романс
14. Каину Амберскому

### Невзятый замок
Год выхода: 2003
Канцлер записывала альбом одна в 2003 годах на студии в Челябинске.
1. Blia-a-a-a-a!!!
2. Невзятый замок
3. Cezare Borja
4. Марш серых крыс
5. Раймон Транкавель
6. Романс Эмерьо
7. Баллада про скелеты в шкафу
8. Homeland
9. Закнафейн — Дзирту
10. Кантри Брэган Д'Эрт
11. Guillaumette
12. Amore
13. Король Прерий
14. Песенка ведьмы (Ведьма - I)

### Вид из окна
Год выхода: 2006
Альбом полностью состоит из пародий по циклу «Отблески Этерны» В. В. Камши.
1. Катари
2. Мистер Совершенство
3. Романс Барботты
4. Песенка о старом больном человеке
5. Вид из особняка Алва
6. Пластилиновый ворон
7. Песенка об Ызаргах
8. Тараканка
9. Бакранская народная песня
10. Фламинго в вороньих перьях

### Единственный враг
Год выхода: 2006
Первый альбом, записанный вместе с коллективом Bregan D’Ert (первый состав коллектива был полностью женским). Альбом записан и сведён на студии ТВП в Екатеринбурге в 2004—2005 годах.
Вокал, гитара, тексты (кроме 3, 7, 13, 14), музыка: Канцлер Ги

Скрипка: Жемчужина (Александра Кислицына)

Бас-гитара: Канн (Татьяна Рябинкина)

Перкуссия: Хельга (Ольга Петрова)
1. To Friends
2. Романс Громеру
3. Песенка актрисы (текст Л. Филатова)
4. Песенка для юных звезд
5. Блюз трехпалого ленивца
6. Молитва ковбоя
7. Песенка про дилижанс (текст Л. Филатова)
8. Единственный враг
9. Рождественская (песня)
10. Ведьма — II
11. Requiem ad illusia
12. Нефилим
13. Дурак (текст Р. Киплинга)
14. Любовь (текст Н. Гумилёва)
15. Романс Сантьяги
16. М. С.

### Пляска Святого Ги
Год выхода: 2007
Альбом записан и сведён на студии NHS в Санкт-Петербурге в 2007 году.
Вокал, тексты (кроме 2, 7, 8), ритм-гитара, синтезатор: Канцлер Ги

Гитара, бас, сведение, мастеринг: Nordavind (Иван Димитриев)
1. Скифская
2. Приворотный заговор (текст Ольги Константиновой)
3. Julius Caesar
4. Иноходец
5. Романс Квентина Дорака
6. Романс Ротгера Вальдеса
7. «Рыжий лис» — на слова стихотворения Уильяма Йейтса
8. Счастливый вдовец — на слова Роберта Бёрнса
9. Мой бедный обвинитель
10. Esclarmonde
11. 8 шагов к раю
12. Мадонна канцлера Ролена
13. Da Kapa Preta
14. Samedy

### Тень на стене
Год выхода: 2008
Альбом записан вместе с коллективом «Bregan D’Ert». Записан и сведён на петербургской студии NHS в 2007—2008 годах.
Вокал, музыка, тексты (кроме 7, 8, 9, 13), бэк-вокал, ритм-гитара, синтезатор: Канцлер Ги

Бас-гитара: Канн (Татьяна Рябникова)

Скрипка: Жежчужина (Александра Кислицына)

Бас (1, 4, 6, 7, 9, 10, 12, 13), гитара (4, 6, 9): Nordavind (Иван Димитриев)

Гитара (13): Токлиан (Дмитрий Макаров)

Гитара (6): Илья Соломон

Ударные, скрипка (12): Мария Качалова

Скрипка (3): Chayan (Алёна Абдуллина)

1. Песня о мертвой долине
2. Брат мой, брат…
3. Романс Квентина Дорака
4. «Слёзы» и «Кровь»
5. R. — R.
6. Тень на стене
7. Разными дорогами (текст Ольги Константиновой)
8. Что ищешь ты, ветер (текст Александры Степыниной)
9. Кэналлийская песня (текст Веры Камши)
10. Bagerlee Blues
11. Романс Ротгера Вальдеса
12. Кэцхен
13. Судьба моя — звездный иней (текст Веры Камши)
14. Страдания Леонарда Манрика

### Пока цветочки…
Год выхода: 2009

Сольный сборник (в трёх композициях участвовал гитарист), записанный на студии NHS в Санкт-Петербурге в 2009 году. В него вошли песни, сочинённые в 2000—2001 годах.
Гитара (5,6,9): Токлиан (Дмитрий Макаров)
1. Ты знаешь…
2. Крыша
3. Танго дохлых медуз
4. Скачут фавны
5. Кинозал для психопата
6. Стрелок
7. Танцующая мышь
8. Весна-2001
9. О свободе

### Gui_ro_inn
Год выхода: 2009

Сборник, многие из вошедших в него песен уже исполнялись ранее и входили в другие сборники. Запись произведена на NHS-Studio в Санкт-Петербурге и сведена на NORD-Studio.
Музыка (кроме 27), тексты (кроме 19), вокал, ритм-гитара: Канцлер Ги

Семплы: Токлиан (Дмитрий Макаров)

Бас-гитара, ритм-гитара: Nordavind (Иван Дмитриев)

Скрипка: Жемчужина (Александра Кислицына), Артём Гареев
1. Cezare Borja
2. Прощание Бертрана де Борна
3. Монсегюрский романс
4. Каину Амберскому
5. Невзятый замок
6. Марш серых крыс
7. Романс о тоске
8. Романс Эмерьо
9. Баллада про скелеты в шкафу
10. Guillaumette
11. Amore
12. Король прерий
13. Песенка ведьмы (Ведьма — I)
14. Кантри Бреган Д’Эрт
15. Terra Sancta — I
16. Дорога
17. Ангел
18. Guillaume de Nogarett
19. Песня первого менестреля (на текст А.Блока)
20. Дама-с-сотней-примет
21. Святой Доминик
22. Рок-н-ролл Совершенных
23. Kathar Blues
24. Песенка Люцифера
25. Terra Sancta — II
26. Раймон VII
27. Крестоносцы

### Страшная сказка
Год выхода: 2010
1. Intro
2. Ezzelino
3. Письмо тирана Римини Папе Римскому
4. Due Angeli
5. Canzone di Azzo
6. Folker’s Song
7. Цыганская
8. Полынь и Ковыль
9. Плач Гильгамеша об Энкиду
10. Король воздуха
11. Страшная сказка
12. Дикая Охота
13. Плач Гильгамеша об Энкиду (electro version)

### …Уже ягодки
Год выхода: 2011
Альбом записывался и сводился с июля 2010 по июль 2011 года на студии NORD в Санкт-Петербурге.
Вокал, гитара (2, 12): Канцлер Ги

Гитара (1, 2, 3, 4, 5, 6, 9, 10, 11, 13, 14), бас, семплирование: Иван Дмитриев

Гитара (2, 4, 7, 8), клавиши, семплирование: Дмитрий Макаров

Скрипка (1, 3, 10, 12, 41): Артём Гареев

Ударные (1, 4, 5, 6, 9, 10): Алексей Богданов

Саксофон (11): Алёна Языкова

Аранжировки: Коллектив Bregan D’Ert
1. Единственный враг
2. Телефон
3. Моя соперница
4. Corsar-Blues (Блюз корсара)
5. Твоё здоровье!
6. To Friends
7. Oracion
8. Блюз могильного червя
9. Льются слова…
10. Молитва ковбоя
11. Соло на испорченной флейте
12. Ведьма III
13. Requiem Ad Illusia
14. Блюз 3-палого ленивца

### Те ещё грибочки
Год выхода: 2012
Пародийный сборник, в котором Канцлер собрала различные переделки популярных песен, например, «Блюз капустного червя» — пародия на «Блюз могильного червя» за авторством Людмилы Лагожиной. Свёрстан Nordavind’ом в 2012 году.
Музыка, вокал: Канцлер Ги

Тексты: Mefista (Оксана Головина), Сильвестр (Людмила Лагожина)

Сведение, мастеринг, аранжировки: Nordavind (Иван Дмитриев)
1. Блюз капустного червя
2. Песенка Церетела
3. Марш сетевых троллей
4. Иван Петров
5. Ведьма IV
6. Песенка алкоголика
7. Песенка могильщика
8. Романс к бандерлогам
9. Полярный лис
10. Блюз фронтмена Бреган Д’Эрт

### Вуду Tales
Год выхода: 2013
Альбом посвящён афро-карибской культуре вуду (песни написаны под впечатлением автора от знакомства с ней).
Вокал, гитара (3, 7): Канцлер Ги

Гитара (2, 4-6, 8-13), перкуссия (8): Nordavind (Иван Димитриев)

Гитара (4, 7), акустическая гитара (4, 9): Токлиан (Дмитрий Макаров)

Бас (3-6, 12): Александр Гарбер

Барабаны (2, 4, 5, 9-11): Алексей Богданов

Барабаны (6, 7), клавишные (4), гитара (6): Илья Соломон

Барабаны (12, 14): Мария Качалова

Барабаны (8, 14): Андрей Рязанов

Скрипка (6, 9, 13): Артём Гареев

Саксофон (7, 14), флейта (6): Алёна Языкова
1. Intro
2. Da Kapa Preta
3. Samedy
4. Song of Legba
5. Maitre Carrefour
6. Maman Bridgitte
7. Oshun/Shango
8. Call of Spirits
9. Legba’s brothers
10. The Olokun
11. Eshu
12. Eshu Tranka Ruas
13. Voodoo Doll
14. Mary La Vou
15. Outro

### Лирика
Год выхода: 2017
1. Ангел
2. Романс о тоске
3. Монсегюрский романс
4. Романс Эмерьо
5. Guillaumette
6. Нефилим
7. For М. С.
8. Элегия (Она)
9. Романс Дезире
10. Рамзесу II
11. Рождественская
12. История Воршулы
13. Мадонна канцлера Ролена

### Зверская жизнь (EP)
Год выхода: 2023
1. Марш серых крыс
2. Тануки
3. Бинтуронг

## Синглы
- 2009 — С Новым годом
- 2010 — С Новым годом
- 2010 — От рассвета до рассвета
- 2011 — Зимние истории
- 2013 — С Новым годом
- 2017 — Голуби преисподней
- 2021 — Дикая Охота
- 2023 — Da Kapa Preta